# Nymphula nitidulata
Nymphula nitidulata là một loài bướm đêm thuộc họ Crambidae. Nó được tìm thấy ở châu Âu.

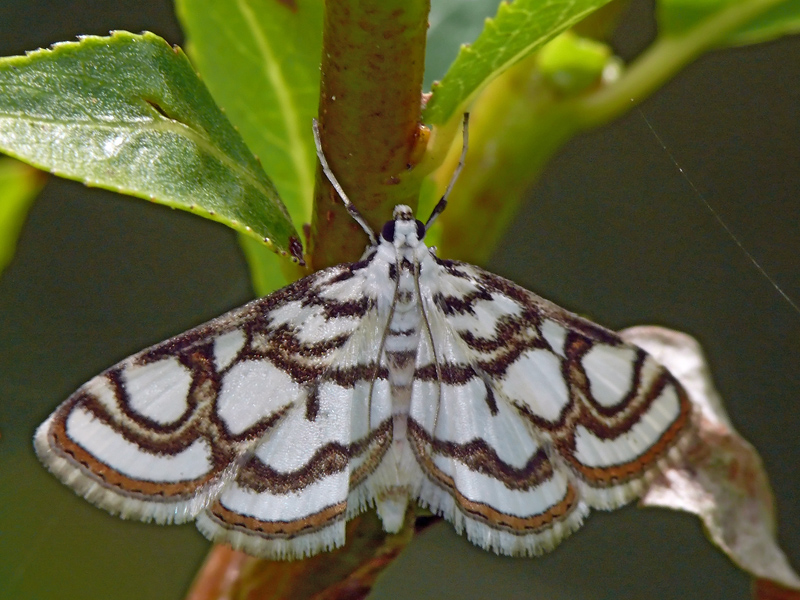

Sải cánh dài 20–25 mm. Con trưởng thành bay từ tháng 4 đến tháng 8 tùy theo địa điểm.
Ấu trùng ăn Sparganium và Nuphar lutea.

## Hình ảnh

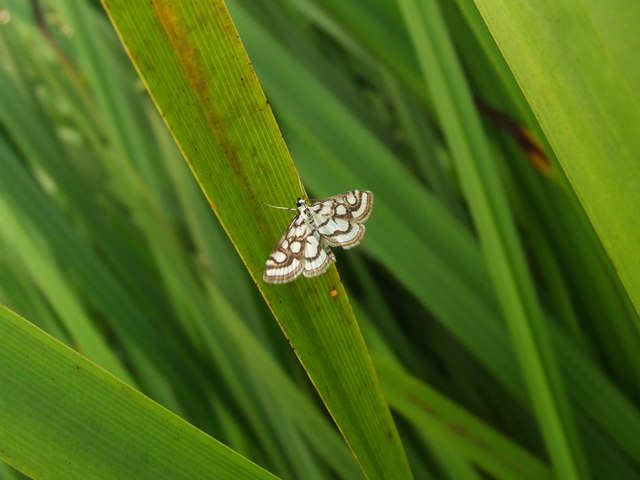